# Costa Marques
Costa Marques is een gemeente in de Braziliaanse deelstaat Rondônia. De gemeente telt 14.452 inwoners (schatting 2009).

## Aangrenzende gemeenten
De gemeente grenst aan Alta Floresta d'Oeste, Guajará-Mirim, São Francisco do Guaporé, São Miguel do Guaporé en Seringueiras.

### Landsgrens
En met als landsgrens aan de gemeente Baures en Magdalena in de provincie Iténez en aan de gemeente San Joaquín in de provincie Mamoré in het departement Beni in het buurland Bolivia.